# Vollrad Etzel
Vollrad Max Friedrich Etzel (* 6. November 1944; † 2. April 2012 in Cuxhaven) war ein deutscher Tierarzt und Ichthyologe.

## Leben
Etzel wurde 1973 mit der Dissertation Einfluß eines Antiandrogens (Cyproteronacetat) auf die Prägung des Sexualverhaltens männlicher Meerschweinchen an der Freien Universität Berlin zum Dr. med. vet. promoviert. Von 1980 bis 2010 war er Fischereiveterinär am Institut für Fisch und Fischereierzeugnisse Cuxhaven des Niedersächsischen Landesamtes für Verbraucherschutz und Lebensmittelsicherheit (LAVES). Er galt als Fachmann im Bereich der Hygienevorschriften für die fischverarbeitenden Betriebe und war in der Überwachung der Betriebe im Fischereihafen sowie in der Kontrolle der angelandeten Fischereiprodukte tätig. Daneben war Etzel ein fachkundiger Ichthyologe, der Expeditionsreisen nach Panama, Argentinien, Paraguay, Westafrika, Indien, Thailand, Sumatra und Neuguinea unternahm. Häufig in Zusammenarbeit mit Heinz Otto Berkenkamp und Manfred K. Meyer beschrieb er 27 neue Taxa, von denen aktuell 20 gültig sind. Die Art Cynodonichthys monikae benannte er nach seiner Frau Monika Kolberg (1944–2022), die ebenfalls Tierärztin war.
Etzel veröffentlichte 170 Arbeiten.

## Dedikationsnamen
Nach Etzel sind die Arten Characidium etzeli Zarske & Géry, 2001 aus Bolivien und Paraguay, Scriptaphyosemion etzeli (Berkenkamp, 1979) aus Sierra Leone und Epiplatys etzeli Berkenkamp, 1975 aus der Elfenbeinküste benannt worden.

## Erstbeschreibungen von Vollrad Etzel
- Aplocheilus kirchmayeri Berkenkamp & Etzel, 1986
- Austrolebias vazferreirai (Berkenkamp, Etzel, Reichert & Satvia, 1994)
- Brachyrhaphis hessfeldi Meyer & Etzel, 2001
- Brachyrhaphis roswithae Meyer & Etzel, 1998
- Cnesterodon raddai Meyer & Etzel, 2001
- Epiplatys azureus Berkenkamp & Etzel, 1983
- Epiplatys coccinatus Berkenkamp & Etzel, 1982
- Epiplatys josianae Berkenkamp & Etzel, 1983
- Epiplatys ruhkopfi Berkenkamp & Etzel, 1980
- Cynodonichthys birkhahni (Berkenkamp & Etzel, 1992)
- Cynodonichthys frommi (Berkenkamp & Etzel, 1993)
- Cynodonichthys kuelpmanni (Berkenkamp & Etzel, 1993)
- Cynodonichthys monikae (Berkenkamp & Etzel, 1995)
- Cynodonichthys villwocki (Berkenkamp & Etzel, 1997)
- Cynodonichthys wassmanni (Berkenkamp & Etzel, 1999)
- Micropanchax ehrichi (Berkenkamp & Etzel, 1994)
- Nimbapanchax jeanpoli (Berkenkamp & Etzel, 1979)
- Poecilia mechthildae Meyer, Etzel. & Bork, 2002
- Priapichthys puetzi Meyer & Etzel, 1996
- Scriptaphyosemion fredrodi (Vandersmissen, Etzel & Berkenkamp, 1980)